# 廣州市市徽

中華民國廣州市政府刊發的《廣州市市政公報》新年特刊封面上的廣州市徽（經重製）

广州市市徽是中國歷史上成建制的广州市的市徽。

## 中華民國大陸時期
民國十四年（1925年）7月1日，國民政府在廣州成立。7月8日，广州市市政厅在《广州民国日报》登出广告，征求市徽。1926年1月1日，公布新当选的市徽。市徽爲木棉花之形，以青天白日居中（中華民國國徽），最上方有廣州市名牌，底色為藍色，五“羊”字绕之，四周则是黃色稻穗環，五羊与谷穗，来自广州城五羊献穗的历史掌故。居中的青天白日代表國民革命，而廣州也是青天白日旗的誕生地，寓意祝願國民革命在英雄的五羊城取得勝利。同年6月5日，國民革命軍在廣州誓師北伐。民國二十年（1931年），木棉被廣州市政府正式定為市花。

## 中華人民共和國建立後
1989年1月发起市徽征集活动。次年3月21日公布当选图案。作者为陈万年。构图以苍绿色为底色，表示生机与活力，也显示了广州的气候特征。中间是五角星照耀下的以变形汉字大篆“羊”字和稻穗组成的金钥匙，象征羊城悠久的文化传统，也显示了广州在对外开放和国际交往中的重要地位。上半圆周是齿轮造型，代表广州工业蓬勃发展；下半圆周是市花木棉，象征广州英雄辈出。整个构图寓意广州是一个历史悠久的城市，中国的南大门，改革开放的沿海城市，广州人民用“金钥匙”打开友谊之门与国内外友人往来，打开幸福之门。
1997年11月18日，中共中央办公厅、国务院办公厅下发了《关于禁止自行制作和使用地方旗、徽的通知》。广州市人民政府在1998年3月10日颁布《关于停止制作、使用市徽和〈广州之歌〉不再作为市歌的通知》，禁止市徽继续在公共场合使用：
1. 不再制作和使用（含佩戴）广州市市徽。各种宣传品、慰问品、礼品和光荣册、奖品、奖状等纪念物品，以及所有建筑物、标示物和运载工具，一律禁止再印有或塑制市徽图案。
2. 所有公共场所已悬挂或塑制的市徽图案一律取消或拆除。
3. 由市文明办向制作厂家取回广州市市徽印模并交市博物馆保存。
4. 《广州之歌》不再作为广州市市歌。